# 中川彩子
中川彩子（なかがわ さいこ）は、日本の金融官僚。金融庁監督局証券課長。

## 来歴
慶應義塾大学経済学部経済学科在学中は経済学の理論に興味を持てなかったが、アジア通貨危機の勃発で「金融は経済の血液」だと実感し、金融行政に興味を抱いたという。慶應大経済学部経済学科卒業。2000年 金融監督庁（現：金融庁）入庁。2002年からカリフォルニア大学サンディエゴ校へ留学。その後は金融庁総務企画局政策課長補佐（市場分析）、金融庁総務企画局総務課長補佐（総括）などを務める。2019年7月 金融庁総合政策局国際室長。2021年7月8日 金融庁総合政策局参事官（資産運用監督担当）。2024年7月5日 金融庁監督局証券課長。